# Stumpffia
Stumpffia és un gènere de granotes de la família Microhylidae endèmic de Madagascar.

## Taxonomia
- Stumpffia gimmeli
- Stumpffia grandis
- Stumpffia helenae
- Stumpffia psologlossa
- Stumpffia pygmaea
- Stumpffia tetradactyla
- Stumpffia tridactyla